# Круль, Владислав
Влади́слав Круль (пол. Władysław Król; 30 октября 1907, Кияны, близ г. Наленчув — 29 января 1991, Лодзь) — польский футболист (полузащитник) и хоккеист. Тренер.

## Футбольная карьера
Владислав Круль начал карьеру в клубе «Сокол» (Наленчув), где выступал с 1919 по 1920 год. Затем играл за клуб «Люблянка». Летом 1928 года он перешёл в «Лодзь», где быстро стал лидером команды. В 1932 году Круль занял второе место в списке лучших бомбардиров чемпионата Польши. Во время нахождения на территории Польши солдат Третьего рейха, многие польские команды, в том числе и «Лодзь», проводили товарищеские игры. Круль провёл в тот период более 300 матчей и забил 295 мячей.
В составе сборной Польши Круль дебютировал 10 сентября 1933 года в матче с Югославией, в котором поляки выиграли 4:3, а один из мячей забил Круль. Всего за сборную он провёл 4 игры и забил 2 гола.

## Хоккейная карьера
Помимо футбола, Круль играл в хоккей, выступая за клуб «Лодзь». Также он играл за национальную команду, выступая с года основания сборной, 1929, по 1951 год. Он был участником Зимних Олимпийских игр 1936 и чемпионата мира 1938 года в Праге.

## Тренерская карьера
Завершив карьеру футболиста, Круль в 1946 году получил тренерскую лицензию. Он руководил клубом «Видзев» и клубом «Лодзь», который привёл к выигрышу Кубка Польши в 1957 году и чемпионата Польши годом спустя. Позже он руководил молодёжной командой (до 19 лет) «Лодзи», которую привёл в 1962 году к выигрышу чемпионата страны в своей возрастной группе.

## Достижения
- Обладатель Кубка Польши: 1957
- Чемпион Польши: 1958